# Juhász-patak
Juhász-patak är ett vattendrag i Ungern.   Det ligger i provinsen Borsod-Abaúj-Zemplén, i den norra delen av landet, 170 km nordost om huvudstaden Budapest.